# Murbeckiella zanonii
Murbeckiella zanonii är en korsblommig växtart som först beskrevs av John Ball, och fick sitt nu gällande namn av Werner Hugo Paul Rothmaler. Murbeckiella zanonii ingår i släktet Murbeckiella och familjen korsblommiga växter. Inga underarter finns listade i Catalogue of Life.